# Lars Kåge
Lars Ivar Kåge, född 29 juni 1915 i Stockholm, död där 5 januari 1998, var en svensk skådespelare och sångare.

## Biografi
Kåge var reservofficer. Under 1940-talet började han sjunga visor från scen och skivdebuterade 1942. Vid sidan av sången spelade han revyer och medverkade i några filmroller. 
Han var son till skådespelaren Ivar Kåge och far till dansören Jonas Kåge, dansösen Kristin Kåge och Staffan Kåge. Han är begravd på Norra begravningsplatsen i Stockholm.

## Filmografi
- 1947 – Försummad av sin fru
- 1948 – På dessa skuldror
- 1949 – Bohus Bataljon
- 1949 – Sven Tusan
- 1952 – Blondie, Biffen och Bananen
- 1954 – Schlager - Express Wien - Berlin
- 1955 – Foreign Intrigue (TV-serie)
- 1956 – Sjunde himlen
- 1956 – Den dödes skugga
- 1959 – Bara en kypare
- 1961 – Lita på mej, älskling!

## Teater och revy

### Roller
| År   | Roll        | Produktion | Regi             | Teater            |
| ---- | ----------- | ---------- | ---------------- | ----------------- |
| 1944 | Medverkande | Wallyrevyn | Leif Amble-Naess | Cirkus, Stockholm |